# Fabriciana transbaicalensis
Fabriciana transbaicalensis är en fjärilsart som beskrevs av Belter 1935. Fabriciana transbaicalensis ingår i släktet Fabriciana och familjen praktfjärilar. Inga underarter finns listade i Catalogue of Life.